# Trận Fornovo
Trận chiến Fornovo đã diễn ra cách 30 km (19 dặm) về phía tây nam của thành phố Parma vào ngày 06 tháng 7 năm 1495. Trận chiến này giúp Liên minh Venice đã có thể tạm thời đánh đuổi quân Pháp ra khỏi bán đảo Italia. Đó là trận đánh lớn đầu tiên của cuộc chiến tranh Ý.

## LIên kết ngoài
- Battle of Fornovo animated battle map Lưu trữ ngày 2 tháng 5 năm 2013 tại Wayback Machine by Jonathan Webb